# Garber (Iowa)
Garber è un comune degli Stati Uniti d'America, situato nello Stato dell'Iowa, nella contea di Clayton.

## Origine del nome
Garber, in principio chiamata East Elkport, venne censita nel 1872 da John Garber, che fu anche il primo direttore dell'ufficio postale.